# قصرخلیل
قصرخلیل، روستایی از توابع بخش درودزن شهرستان مرودشت در استان فارس ایران است.

## جمعیت
این روستا در دهستان درودزن قرار دارد و براساس سرشماری مرکز آمار ایران در سال ۱۳۸۵، جمعیت آن ۱٬۰۹۲ نفر (۲۳۸خانوار) بوده‌است.وهم اکنون به گفته بهورز(عبدالله مغانی)جمعیت روستانزدیک به ۳۲۰خانواربا۱۴۰۰نفر رسیده‌است